# Саобраћај у Аустрији
Република Аустрија спада у земље, које се пружају кроз више важних европских географских области (Алпи, Подунавље, Панонска низија), а природно сужење, тзв. "Бечка врата" јесу природни пролаз у средишњи део Европе са њеног Истока. Саобраћај у Аустрији је веома развијен, па су многе природне препреке, попут Алпа, већ одавно савладане.
Аустрија има развијен друмски, железнички, ваздушни и водени саобраћај. Беч, као престоница државе, представља не само главни саобраћајни чвор у држави, већ и у овом делу Европе.

## Железнички саобраћај
Погледати: Аустријске савезне железнице
Укупна дужина железничке мреже стандардног колосека у Аустрији је 5.639 km (1998. године), од чега је електрификовано је 3.523 km железнице. Постоје је и пруге уског колосека са укупном дужином од 484 km. Ово говори о развијености железничке мреже и може се рећи да свако значајније место у земљи има железничку станицу и везу железницом.
Главни саобраћајни чвор је Беч са три велике железничке станице: Главном, западном и станицом „Фрања Јосиф“. Други важни железнички чворови су покрајинска средишта (Грац, Линц, Салцбург, Клагенфурт, Инзбрук). Најважније железничке пруге крећу од Беча у следећим правцима:
- ка истоку - Аустријска источна железница - за Брук на Лајти и Будимпешту
- ка североистоку - за Братиславу
- ка северу - Аустријска северна железница - за Брно и Краков
- ка северозападу - Железница Фрање Јосифа - за Праг и Берлин
- ка западу - Аустријска јужна железница - за Линц, Салцбург, Инзбрук и Минхен
- ка југозападу - за Клагенфурт и Венецију
- ка југу - Аустријска јужна железница - за Грац, Љубљану и Трст, део ове железнице је Железница Семеринг, која је под заштитом УНЕСКОа
- ка југоистоку - за Винер Нојштат и Бургенланд

Беч је такође једини град у Аустрији са градском железницом и са метро системом (тзв. "U-Bahn"), једним од најстаријих у свету (погледати: Бечки метро). Беч има и развијену трамвајску мрежу и приградску железницу (тзв. "S-Bahn"). Поред престонице трамвајску мрежу имају и градови Грац, Салцбург и Инзбрук. Са друге стране, постоје и многе мале железничке линије, нарочито на Алпима, које су због недовољне прометности претворене у туристичке линије и помажу развој месног туризма.
Железничка веза са суседним земљама
- Немачка - да
- Чешка - да
- Словачка - да
- Мађарска - да
- Словенија - да
- Италија - да
- Лихтенштајн - да
- Швајцарска - да

## Друмски саобраћај
Укупна дужина друмских путева у републици Аустрији је око 200 хиљада км, сви са чврстом подлогом. Дужина ауто-путева тренутно износи преко 2000 km, а очекује се и изградња нових деоница. Треба нагласити да Аустрија, упркос врло израженом алпском крајолику, поседује веома савремену путну мрежу на свим нивоима, од државних ауто-путева до сеоских путева.
Данашњи државни ауто-путеви повезују све важније градове у држави, посебно Беч, са ободом земље и престоницама суседних земаља. Многи ауто-путеви прате линије главних железница. Они се углавном пружају трасама Европских коридора, а носе двозначне називе „А+број“. Поред класичних ауто-путева постоји и кружни ауто-пут ("прстен") око Беча.
Најважнији државни ауто-путеви су
- А1 или Западни ауто-пут, Беч - Санкт Пелтен - Линц - Салцбург - граница са Немачком, укупна дужина 292 km, савремен ауто-пут целом дужином.
- А2, Беч - Грац - Клагенфурт - Филах - граница са Италијом, савремен ауто-пут целом дужином.
- А3, Беч - Ајзенштат - граница са Мађарском, укупна дужина око 50 km, савремен ауто-пут целом дужином.
- А4 или Источни ауто-пут, Беч - Брук на Лајти - граница са Мађарском, укупна дужина 66 km, савремен ауто-пут целом дужином.
- А5 или Северни ауто-пут, Беч - Хорн - граница са Чешком, савремен ауто-пут у изградњи.
- А6 или Североисточни ауто-пут, Брук на Лајти - граница са Словачком, укупна дужина 22 km, савремен ауто-пут целом дужином.
- А7, Линц - граница са Чешком, савремени ауто-пут изграђен на деоници од Линца у дужини од 27 km.
- А8, Линц - Велс - граница са Немачком, савремен ауто-пут целом дужином.
- А9 или Пирн ауто-пут, Линц - Леобен - Грац - граница са Словенијом, укупна дужина 230 km, савремен ауто-пут готово целом дужином изузев деоница у најнеприступачнијим деловима Алпа.
- А10 или Тауерн ауто-пут, Салцбург - Бишофсхофен - Филах, укупна дужина 192 km, савремен ауто-пут готово целом дужином изузев деоница у најнеприступачнијим деловима Алпа.
- А11 или Караванке Ауто-пут, Филах - граница са Словенијом, савремен ауто-пут целом дужином.
- А12 или Интал Ауто-пут, граница са Немачком - Инзбрук - Ландек, савремен ауто-пут целом дужином.
- А13 или Бренер ауто-пут, граница са Немачком - Инзбрук - граница са Италијом, укупна дужина 120 km, савремен ауто-пут целом дужином.
- А14 или Бренер ауто-пут, граница са Хорбранц - Дорнбирн - Брегенц - Немачком, савремен ауто-пут целом дужином.

## Водени саобраћај
Аустрија је континентна земља и стога нема поморских лука. Од лука у околним земљама највећи значај за њену привреду има лука Трст у Италији. Са друге стране, речни саобраћај је развијен и међународног је значаја иако је ограничен на једну реку, Дунав. Дужина речних водених путева у Аустрији је 358 km. Поред Дунава пловна су и многобројна мала језера на Алпима и то највише у туристичке сврхе.
Река Дунав, као важан паневропски пловни пут (Коридор 7), повезује средњу Европу са облашћу Црног мора и Балкана. Важне аустријске луке на Дунаву су: Беч, Енс, Линц и Кремс. Дунав је такође важна туристичка маршрута у Аустрији и данас је све више марина и других туристичких садржаја дуж његових обала.

## Гасоводи и нафтоводи
Нафтовод: Дужина токова је 777 км.
Гасовод: Дужина токова је 840 км.

## Ваздушни транспорт
У Аустрији постоји неколико авио-компанија, од којих је најпознатија Остријан ерлајнс, једна од најважнијих у целој Европи.
У држави постоји 55 званично уписаних аеродрома, али је већина без тврде подлоге и са кратком пистом. 22 аеродрома су са чврстом подлогом, аод њих 6 има IATA код (IATA Airport Code) и, самим тим, међународни значај. То су:
- Међународни Аеродром Беч, познат и као „Швехат“, у Бечу - VIE
- Аеродром Грац, познат и као „Талерхоф“, у Грацу - GRZ
- Аеродром Инзбрук, познат и као „Кранебитен“, у Инзбруку - INN
- Аеродром Клагенфурт, у Клагенфурту - KLU
- Аеродром Линц, познат и као „Плави Дунав“, у Линцу - LNZ
- Аеродром Салцбург, познат и као „В. А. Моцарт“, у Салцбургу - SZG

Највећи и најважнији аеродром у земљи је Бечки Међународни аеродром „Швехат“, удаљен 18 km југоисточно од града. Због свог изваредног положаја овај аеродром је један од најпрометнијих у Европи и има знатно већи значај од државног. Аеродром има три терминала.
Треба споменути и Аеродром Инзбрук, који спада у најпрометније аеродроме у току зимске туристичке сезоне на Алпима.
У Аустрији је званично уписан и 1 хелиодром.